# Миллз (лунный кратер)
Кратер Миллз (лат. Mills) — крупный древний ударный кратер в экваториальной области обратной стороны Луны. Название присвоено в честь американского ядерного физика Марка Миллса (1917—1958) и утверждено Международным астрономическим союзом в 1970 г. Образование кратера относится к нектарскому периоду.

## Описание кратера
Ближайшими соседями кратера Миллз являются кратер Сент Джон на западе-северо-западе; кратер Кольшюттер на севере-северо-западе; кратер Ван Гент на северо-востоке; кратер Папалекси на востоке; кратер Мандельштам на востоке-юго-востоке и кратер Гендерсон на юго-западе. Селенографические координаты центра кратера 8°32′ с. ш. 155°44′ в. д. / 8,54° с. ш. 155,74° в. д., диаметр 35,7 км, глубина 2 км.
Кратер Миллз имеет близкую к циркулярную форму с небольшим выстуром в северной-северо-западной части и значительно разрушен. Вал сглажен и отмечен множеством мелких кратеров. высота вала над окружающей местностью достигает 940 м, объем кратера составляет приблизительно 710 км³.  Дно чаши сравнительно ровное, испещрено множеством мелких кратеров. От южной части внутреннего склона отходит небольшой хребет по направлению к центру чаши.

## Сателлитные кратеры

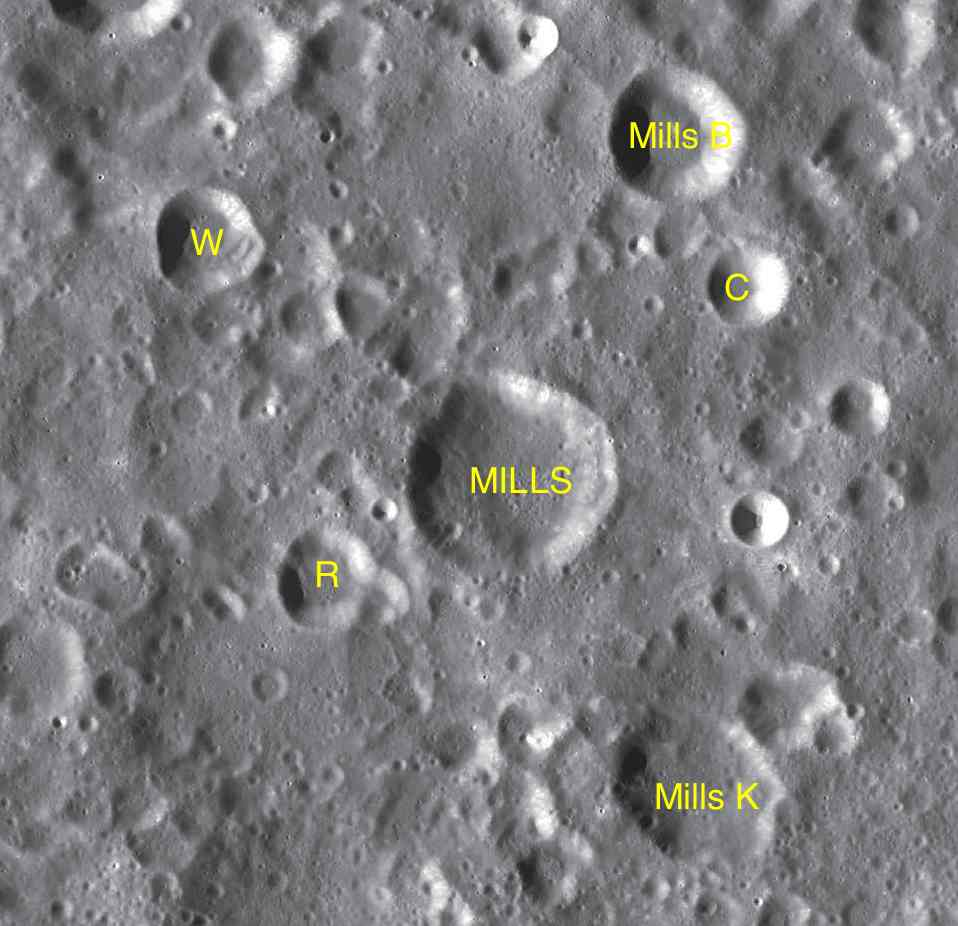
Фрагмент карты LAC-67.

| Миллз | Координаты                                              | Диаметр, км |
| ----- | ------------------------------------------------------- | ----------- |
| B     | 10°28′ с. ш. 156°41′ в. д. / 10,46° с. ш. 156,68° в. д. | 22,6        |
| C     | 9°37′ с. ш. 157°05′ в. д. / 9,62° с. ш. 157,09° в. д.   | 14,2        |
| K     | 6°52′ с. ш. 156°45′ в. д. / 6,87° с. ш. 156,75° в. д.   | 26,5        |
| R     | 7°58′ с. ш. 154°41′ в. д. / 7,97° с. ш. 154,69° в. д.   | 17,8        |
| W     | 9°53′ с. ш. 154°01′ в. д. / 9,88° с. ш. 154,02° в. д.   | 17,8        |

## См.также
- Список кратеров на Луне
- Лунный кратер
- Морфологический каталог кратеров Луны
- Планетная номенклатура
- Селенография
- Минералогия Луны
- Геология Луны
- Поздняя тяжёлая бомбардировка